# Вісвалдіс Мелдеріс
!
Вісвалдіс Мелдеріс (латис. Visvaldis Melderis; 19 січня 1915, Мітава, Курляндська губернія, Російська імперія — 14 липня 1944, Опочка, Калінінська область, Російська РФСР) — латвійський баскетболіст, чемпіон Європи 1935 року, срібний призер чемпіонату Європи 1939 року.

## Життєпис
На клубному рівні Вісвалдіс Мелдеріс грав за клуб АСК, ставав у складі команди дворазовим чемпіоном Латвії (1939, 1940) і чемпіоном Латвійської РСР (1941).
За збірну Латвії Вісвалдіс Мелдеріс зіграв 40 матчів — рекордний показник в період першої незалежності. Входив до складу збірної на переможному для Латвії чемпіонаті Європи 1935 року і був включений до протоколів, але чи брав участь безпосередньо в іграх — невідомо.
Вісвалдіс Мелдеріс брав участь у всіх великих європейських турнірах 1930-х років на рівні збірних команд: на Олімпійських іграх 1936 року в трьох матчах набрав 8 очок, а на чемпіонаті Європи 1937 року — 7 очок у 4-х іграх. На чемпіонаті Європи 1939 року, за підсумками якого латвійці посіли друге місце, набрав у 7-ми матчах 89 очок.
Крім баскетболу, грав у футбол і займався легкою атлетикою. У 1934 році став бронзовим призером чемпіонату Латвії в штовханні ядра.
Під час другої світової війни служив у Латиському добровольчому легіоні СС, в 19-ї гренадерській дивізії. Загинув 14 липня 1944 року у бою в Калінінській області, під Опочкою.